# 戸島神社
戸島神社（としまじんじゃ）は、岡山県倉敷市玉島乙島にある神社である。

## 由緒
当社は玉島旧市街から南へおよそ1.5km、工業地帯と港湾を望む丘陵地にあり、秋季例大祭は｢乙島まつり｣として有名な神社である。戸島とは乙島の古名で、創立年代は定かでないが平安時代に書かれた「備中誌」や「大嘗会和歌集」に記されている。旧社名を養父母大明神と称し、1871年（明治4年）に乙島八幡宮を合祀の際、戸島神社と改称された。

## 祭神
- 伊邪那岐命　伊邪那美命　天照皇大神　譽田別尊　玉依姫命 天兒屋命　太玉命　氣長足姫命　大雀命　足仲彦命[要検証 – ノート]

## 神徳
- 家内安全・殖産興業・安産・海上安全・学業成就[要検証 – ノート]

## 祭事

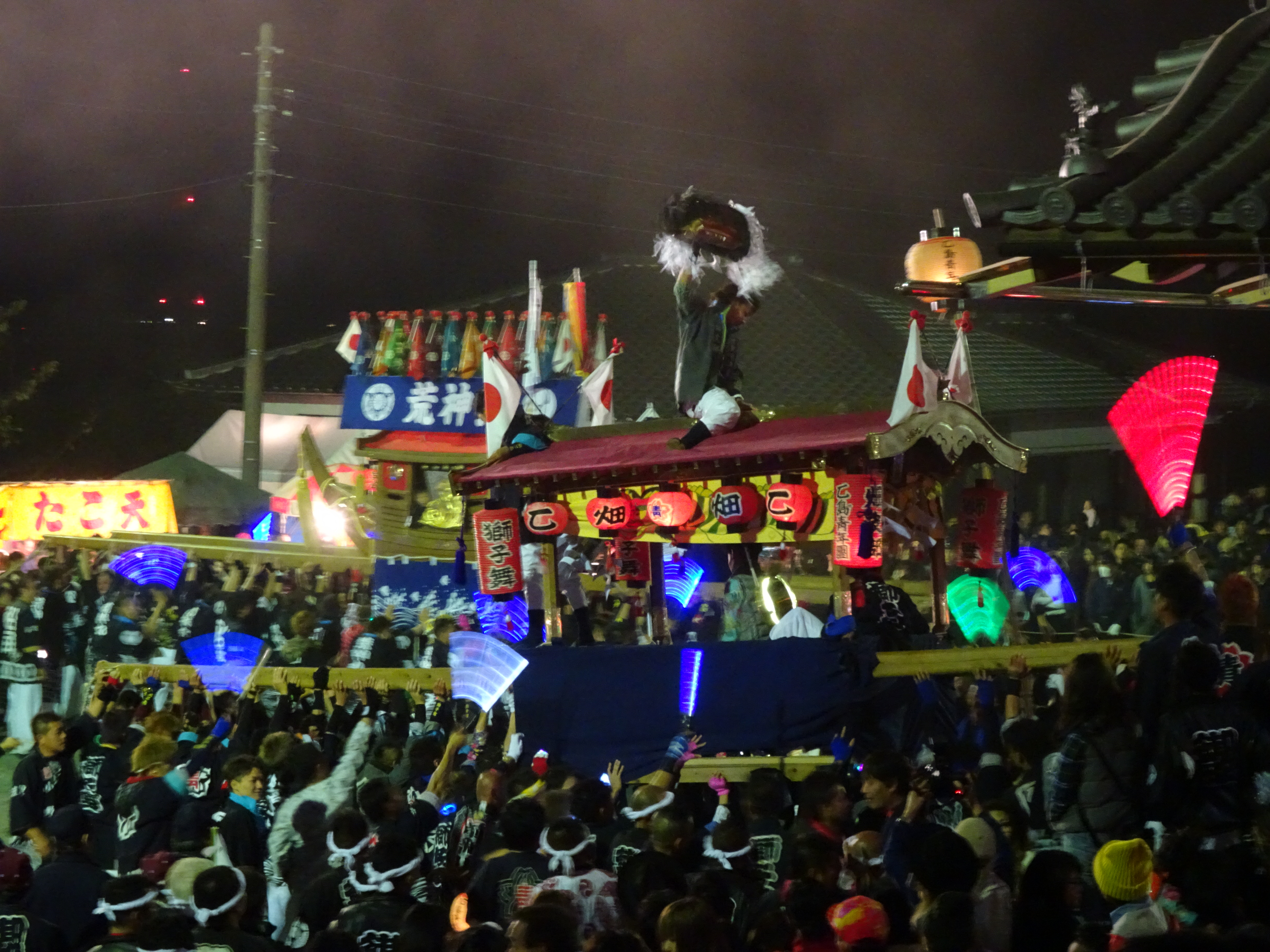
乙島祭りの千歳楽

### 乙島祭り
10月最終土・日曜日に開催される秋季例大祭（乙島祭り）は、約700年の歴史を持ち、倉敷市重要無形民俗文化財に指定されている。日曜日の早朝、境内に3隻の御船、8台の千歳楽（せんざいらく）、1台のだんじり、やっこ、鬼、獅子等が集まり、決まった順番に列をつくり乙島地区中を一日かけて一周巡行した後、夕方、境内に戻って奉納する。その時、森林に挟まれた夕暮れの参道を、提灯に照らされた千歳楽が石段を左右に蛇行しながら上る様子は壮観で、玉島地域を代表する秋祭りとして有名である。
- 春季例大祭：4月最終土・日曜日

## 御船・千歳楽等の由緒

### 養父御船
文化5年（1808）、養父、城、渡理の協力で造船し、船名を八幡丸と称していたが、安政2年（1855）改造し明神丸と改めた。
明治17年大津波のため流失し、同20年再び新造して戸島丸と改称し、大正15年玉島帆船組合協力して大改造され、今日に至っている。
大正15年の10月　　製作者　　加瀬野久二郎　　世話人　　大島　留五郎

### 中山千歳楽
文政年間伊予国（愛媛県）で中古の千歳楽が売り出されていたのを猪木興五兵衛義直が大半の金子を寄付し、購入したものである。
みずまくの上の出組は左甚五郎の彫り方をまねている。

### 川崎千歳楽
慶應4年（1868）辰6月　　玉島丸山千歳楽をヒナ形して制作
製作者　大工音吉　代金26両
当時の古文書が現存している。慶應4年以前にも御興太鼓があったものと考えられる。

### 船堀千歳楽
文政9年（1826）以前に船堀の御興太鼓（千歳楽）が神輿の供まわりをしていたと古文書に記されている。

### 高地千歳楽
文政9年（1826）以前に高地の御興太鼓（千歳楽）が神輿の供まわりをしていたと古文書に記されている。

## 交通
- 山陽本線新倉敷駅から南へ5km
- 新倉敷駅より両備バス住友重機行バス戸島公園前から徒歩15分